# Mario + Rabbids Kingdom Battle
Mario + Rabbids Kingdom Battle è un videogioco strategico a turni d'avventura dinamica sviluppato da Ubisoft Milano e Ubisoft Paris e pubblicato da Ubisoft per Nintendo Switch. Il gioco è un crossover tra i franchise Mario e Rabbids, rispettivamente di Nintendo e Ubisoft.

## Trama
Una giovane ragazza, grande fan della serie di Mario ed esperta inventrice, lavora nella sua stanza insieme alla sua IA assistente Beep-0 per completare la sua ultima creazione chiamata casco CombinaTutto - un dispositivo che può fondere due oggetti in una singola entità, nella speranza che possa risolvere una crisi energetica. Tuttavia, il casco ha un problema di surriscaldamento quando fonde un fiore con una lampada. Dopo essere uscita per una pausa pranzo, la sua stanza è improvvisamente invasa da un gruppo di Rabbids attraverso la loro Lavatrice Temporale, che iniziano a esplorare e causare il caos con i suoi oggetti.
Uno dei Rabbids incuriosito dal Combinatutto lo indossa, iniziando a fondere i suoi compagni con vari oggetti, tramutandoli in nuove versioni (un Rabbid con una parrucca della Principessa Peach e un telefono diventa Rabbid Peach, un altro con un Cappello di Mario in Rabbid Mario, e un altro con un girasole giocattolo e alcuni bicchieri in un girasole vivente). Ma nel divertirsi con il casco, il Rabbid colpisce la macchina del tempo, risucchiando tutti i Rabbids, Beep-0, e gli oggetti della ragazza in un vortice dimensionale.
Nel Regno dei Funghi, Mario, Luigi, Peach e Yoshi partecipano a una cerimonia per l'inaugurazione di una nuova statua della principessa al suo castello, quando improvvisamente appare il vortice gigante che si forma al di sopra del castello e che risucchia tutti i partecipanti spedendoli altrove; contemporaneamente i Rabbids arrivano nel Regno dei Funghi insieme agli oggetti della ragazza, ormai diventate gigantesche.
Beep-0, giunto nella nuova dimensione, osserva che il CombinaTutto si unisce con il Rabbid che lo indossa, dando vita a un piccolo Rabbid che unisce i suoi simili con altri oggetti prima di scomparire altrove. Mentre la Lavatrice Temporale, ora gigantesca, sta per cadere su Beep-0 viene presto salvato da Mario che su consiglio dell'IA si unisce con Rabbid Peach e Rabbid Luigi al fine di rintracciare il Rabbid col CombinaTutto; ad aiutarli c'è anche una misteriosa figura che invia messaggi di posta elettronica attraverso Beep-0.
Ritrovato Luigi e salvandolo da il mini-boss Pianta Pirabbid nei Giardini Ancestrali, riescono a rintracciare il piccolo Rabbid su una gigantesca torre di costruzioni. Tuttavia, Bowser Jr., avendo notato il caos e ciò che lo ha provocato e approfittando dell'assenza di suo padre Bowser in vacanza, afferra rapidamente il Rabbid decidendo di chiamarlo "Spawny", rivelando le sue intenzioni di usarlo per conquistare il Regno dei Funghi, prima di lasciare il gruppo ad affrontare Rabbid Kong, un Rabbid che appunto somiglia a Donkey Kong.
Capendo che hanno bisogno di Spawny per annullare i danni al Regno dei Funghi, il gruppo decide di mettersi all'inseguimento di Bowser Jr. attraverso i vari territori distorti dai Rabbids, aggiungendo alla squadra Rabbid Mario, Peach, Rabbid Yoshi e Yoshi, e sconfiggendo le fusioni create da Bowser Jr. tramite Spawny. Sconfiggendo sempre più Rabbids, Beep-0 inizia a notare che il vortice dimensionale è ancora in cielo e cresce di dimensioni, scoprendo infine che la causa è un'entità malvagia e corrotta nota come il MegaBug, e che guadagna forza per ogni Rabbid sconfitto e tornato alla normalità e rimandato al castello di Peach.
Dopo aver combattuto contro Bowser Jr. ancora una volta, il gruppo riesce a salvare Spawny, solo per vederlo fuggire ed essere catturato dal MegaBug che si fonde con lui, il quale genera tre portali dai quali fuoriescono Bwario, Bwaluigi e, dopo la sconfitta del terribile duo, la Regina di Lava affiancata dai due. Dopo quanto è accaduto, Bowser Jr. scopre che suo padre è tornato presto dalla vacanza e corre per avvisarlo del pericolo al loro castello.
La squadra arriva al castello di Bowser, giusto in tempo per vedere il MegaBug che si fonde con lui dando vita al potente Bowser Megadrago, costringendo il gruppo a combatterlo e sconfiggerlo in una titanica lotta, liberando Bowser e Spawny e sconfiggendo il MegaBug. Bowser Jr. decide di scusarsi con il gruppo e li ringrazia per aver salvato suo padre. Qualche tempo dopo, il gruppo torna al castello di Peach per una nuova cerimonia con i Toad e i Rabbids, in cui viene presentata una statua di Rabbid Peach. Felice, Rabbid Peach decide di scattarsi una foto con il resto del gruppo.
Nell'epilogo Beep-0 aziona la Lavatrice Temporale e decide di inviare delle lettere nel passato su quanto è accaduto per avvisare le loro versioni passate dei pericoli che incontreranno, scoprendo che la misteriosa figura che mandava i messaggi era lui stesso del futuro.

### Donkey Kong Adventure
Durante il viaggio di ritorno del gruppo di Mario al Castello di Peach dopo la loro avventura nei Giardini Ancestrali, Bowser Jr., in compagnia di Spawny, vi arriva per primo e scopre che Rabbid Kong è sopravvissuto alla caduta della torre causata da Rabbid Peach, e spronato da alcuni Rabbids attiva la Lavatrice Temporale che comincia a risucchiare i presenti; vedendo ciò Spawny si spaventa, e Bowser Jr. ne approfitta indirizzando il suo raggio direttamente nella lavatrice. Contemporaneamente Mario ritorna con il suo gruppo e assiste alla scena, ma Rabbid Peach, volendo ricaricare il suo telefono, senza accorgersene decide di farlo usando proprio la lavatrice.
Il gruppo cerca di fermarla, ma quando Rabbid Peach riesce nel suo intento la Lavatrice Temporale sparisce insieme a lei e Beep-0. La Lavatrice Temporale viene teletrasportata su un'isola tropicale, disseminandovi molti dei suoi frammenti. Rabbid Peach e Beep-0 riescono a salvarsi, ma vengono attaccati da degli Ziggy Tropicali. Vengono però salvati da Donkey Kong, scoprendo di trovarsi sulla sua isola, e decidono di unire le forze con lui e Rabbid Cranky, un Rabbid che ricorda Cranky Kong, per recuperare tutti i pezzi della Lavatrice Temporale in modo da ripararla e tornare nel Regno dei Funghi; a tal proposito Beep-0 viene utilizzato da Rabbid Cranky come monociclo per compensare la sua lentezza.
Durante il viaggio si imbattono in Rabbid Kong, il quale non appena vede Rabbid Peach si ricorda che è l'artefice della sua caduta dalla torre di blocchi e la schiaccia con inaudita violenza sotto gli occhi di Donkey Kong e Rabbid Cranky, dopodiché ordina ad alcuni suoi subordinati di occuparsi di loro; fortunatamente Rabbid Peach è riuscita a sopravvivere sotto la sabbia e aiuta i suoi compagni. Attraverso la traduzione di Beep-0, Rabbid Cranky rivela al gruppo che Rabbid Kong è giunto direttamente da dentro la Lavatrice Temporale schiantatasi in un tempio, e da essa è anche fuoriuscita dell'acqua contenente l'energia del MegaBug, a causa del raggio di Spawny, e che ha riempito la vasca del tempio. Quando Rabbid Kong ha mangiato una banana caduta nella vasca quest'ultima gli ha conferito una forza ineguagliabile, così ha deciso di usare i Rabbids venuti con lui per creare un esercito e prendere possesso di tutte le banane dell'isola e trasformarle in Malbanane.
Il nuovo gruppo decide di fermarlo, ma scoprono che la via per il tempio è bloccata da un cancello apribile con due chiavi. Decidono quindi di perlustrare l'isola, trovando i vari pezzi della lavatrice, fermando gli scagnozzi di Rabbid Kong dal loro traffico di Malbanane e ottenendo le chiavi dai Rabbids Bellosguardo e Squadente. Entrati finalmente nel tempio ad attenderli trovano Rabbid Kong in persona, e come Donkey ha modo di scoprire è diventato molto più forte, così decidono di privarlo del suo punto di forza distruggendo la vasca che contiene l'energia del MegaBug con cui infettava le banane. La distruzione della vasca, però, causa una serie di scosse che distruggono il tempio, facendo cadere il gruppo nei sotterranei. Riemersi in superficie, Beep-0 ricorda loro che anche se hanno fermato il traffico di Malbanane e distrutto l'essenza del MegaBug devono ancora fermare Rabbid Kong. I quattro lo ritrovano su una scogliera, deciso a chiudere i conti una volta per tutte.
Alla fine Donkey Kong, Rabbid Cranky e Rabbid Peach riescono a metterlo al tappeto, prosciugandolo di tutti i suoi poteri e facendo ritornare normali le banane. Comprendendo in un certo senso il suo sbaglio ai Giardini Ancestrali, Rabbid Peach offre una banana a Rabbid Kong come segno di amicizia, anche se alla fine gli fa trasportare la Lavatrice Temporale. Terminate le riparazioni Beep-0 e Rabbid Peach sono pronti a tornare nel Regno dei Funghi, lasciando Rabbid Kong sull'isola come sua nuova casa; prima di andarsene, però, decidono di farsi dei selfie insieme a lui e a Donkey Kong e Rabbid Cranky. In una scena dopo i crediti, la ragazza che ha inventato il CombinaTutto ritorna nella sua stanza trovando il disordine causato dai Rabbids, ma anche delle foto dell'isola mandate da Rabbid Peach.

## Personaggi
- Beep-0: Intelligenza artificiale a forma di un disco blu e bianco con gli occhi, e dopo la fusione, gli appaiono anche le orecchie. È in grado di imparare azioni particolari ottenibili dopo la sconfitta di un boss per aprire strade secondarie verso monete, sfere del potere e collezionabili.
- Mario: Mario è l'eroe del Regno dei Funghi con un buon fiuto per l'avventura. Questa volta dovrà affrontare la minaccia dei Rabbids che hanno distorto il suo mondo aiutato sia dai suoi amici che da alcuni Rabbids con cui ha fatto amicizia. Mario è un combattente e leader nato, specializzandosi negli scontri ravvicinati e a media distanza. Come armi ha un blaster e un martello e ha come abilità poter colpire in nemici in movimento e potenziare l’attacco di se stesso e degli amici vicini. Può eseguire un salto schianto sui nemici.Si sblocca a inizio gioco.
- Rabbid Mario: Rabbid che assomiglia a Mario, con tanto di baffi, Rabbid Mario è un intrepido combattente che si getta subito nella mischia dove, grazie a ottime doti difensive e abilità, può fare la differenza in una battaglia. Ha come armi uno sfasciatore e un martello e come abilità può attirare i nemici o difendersi del tutto da attacchi fisici. Può eseguire scivolate esplosive.Si sblocca completando il livello 2-5.
- Luigi: Luigi è il fratello di Mario e suo migliore compagno di avventura, differenziandosi per il suo poco coraggio e rimanere a distanza di sicurezza dove può colpire nemici lontani, oltre a un'eccezionale mobilità. Come armi ha un cecchino e una sentinella è come abilità può aumentare il movimento suo e degli amici vicini o colpire i nemici mentre si muovono. Può eseguire un doppio salto team.Si sblocca completando il livello 1-5.
- Rabbid Luigi: Rabbid che assomiglia a Luigi, Rabbid Luigi è il più ingenuo di tutti i Rabbids, spaventandosi per qualunque cosa. Ha tuttavia delle ottime doti difensive e abilità elementali che lo rendono indispensabile. Come armi ha il bworbe e un razzo è come abilità può indebolire i nemici o difendersi dagli effetti di stato. Può eseguire scivolate vampiriche.Si sblocca a inizio gioco.
- Principessa Peach: Peach è la principessa del Regno dei Funghi, amatissima dai suoi sudditi. Salvata costantemente da Mario ogni volta che veniva rapita, con la minaccia dei Rabbids ha deciso di scendere in campo e proteggere il suo regno, esibendo un buon bilanciamento tra attacco, difesa e mobilità. Come armi ha uno sfasciatore e una granata è come abilità può colpire i nemici in movimento o difendere gli amici vicini assorbendo parte dei danni che subiscono. Può eseguire un salto curativo.Si sblocca completando il livello 2-BOSS.
- Rabbid Peach: Rabbid che assomiglia a Peach, Rabbid Peach è un'insolente guerriera che si annoia facilmente, non perde mai occasione di scattarsi dei selfie in ogni situazione ed è innamorata di Mario dal primo momento. Le sue capacità consistono nel curare il gruppo. Come armi ha un blaster e una sentinella e può difendersi con uno scudo o curare lei e gli amici vicini. Può eseguire più scivolate del normale.Si sblocca a inizio gioco.
- Yoshi: Yoshi è un vecchio compagno di avventure di Mario e decide di unirsi al gruppo per aiutarli a salvare il Regno dei Funghi, coprendoli dalle retrovie con attacchi a distanza. Come armi ha un razzo e un tempesto e come abilità può colpire i nemici in movimento o assicurare a sé e agli amici vicini colpi critici. Può eseguire un salto schianto a terra.Si sblocca completando il livello 4-5.
- Rabbid Yoshi: Rabbid che assomiglia a Yoshi, Rabbid Yoshi è un Rabbid fuori controllo che causa parecchi disastri, anche se a volte risulta tranquillo. Appassionato delle armi pesanti ed esplosioni è l'artiglieria pesante del gruppo. Usa come armi un tempesto e una granata e come abilità crea uno scudo che riduce molto i primi danni che subisce o può allontanare i nemici. Può eseguire moltissime scivolate.Si sblocca completando il livello 3-5.
- Toad: Toad è uno dei servitori della Principessa Peach nel Regno dei Funghi. Sarà presente in varie missioni in cui bisognerà ricongiungerlo con Toadette o scortarlo tra le zone.
- Toadette: Toadette è la sorellina di Toad e presenta le sue stesse missioni.
- Spawny: un Rabbid come gli altri che, dopo aver indossato il casco CombinaTutto inventato da una ragazzina del mondo reale, diventa un piccolo coniglietto timido, ingenuo e infantile unitosi con il casco stesso e in grado di combinare vari elementi in un unico essere, diventando la causa della distorsione del Regno dei Funghi con i Rabbids a causa del fatto che non riesce a utilizzare bene i suoi poteri mentre prova paura. In seguito diventa molto amico di Peach.
- Donkey Kong: il re della giungla che ha deciso di unire le forze con Beep-0, Rabbid Peach e Rabbid Cranky per salvare la sua isola da Rabbid Kong, il quale vuole utilizzarne le banane per dominarvi. I suoi attacchi sono basati su Donkey Kong Jungle Beat e Donkey Kong Country Returns. Attacca con potenti pugni dal raggio niente male e con una banana boomerang e come abilità può attirare i nemici e colpire quelli in movimento. Non può eseguire scivolate o salti team ma può prendere nemici, amici e ripari per poi lanciarli, oltre tutto può farsi aiutare da delle tavole DK per usare dei soffioni per raggiungere punti distanti e non deve usare tubi per raggiungere punti alti.
- Rabbid Cranky: Rabbid che assomiglia a Cranky Kong, anziano e scorbutico come l'originale e come i Rabbids ama il caos, ma sembra essere un po' più maturo di loro a causa della sua "età". Si arrabbia ogni volta che Rabbid Peach gli prende il suo bastone senza permesso per usarlo nei suoi selfie, anche se alla fine si mette in posa. Come armi ha una balestra e un barile esplosivo e come abilità può colpire i nemici in movimento e addormentare i nemici vicini. Può eseguire un salto team gelato.

Tutti i personaggi giocabili del mondo Mario usano un'abilità per colpire i nemici in movimento e un’altra che influisce sul team, in più usano salti speciali. Invece quelli Rabbids usano uno scudo e influiscono sui nemici, in più usano scivolate speciali. Fatta eccezione per Rabbid Cranky, Rabbid Peach e Donkey Kong, infatti Donkey Kong non esegue salti team speciali e può influire sui nemici, invece Rabbid Cranky può attaccare i nemici in movimento e non usa scivolate speciali. Infine Rabbid Peach al posto di influire sui nemici influisce sul team.

## Modalità di gioco
Mario + Rabbids: Kingdom Battle è un videogioco strategico, basato su meccaniche miste del gioco di combattimento a turni e le meccaniche dell'esplorazione. Il titolo permette di impersonare otto personaggi in totale: Mario, Luigi, Peach, Yoshi e quattro altri Rabbids vestiti come loro.
I personaggi sono armati con varie tipologie di armi che determinano il loro modo di giocare e varie armi secondari, alcune con effetti di vari elementi o bonus contro i nemici. Sarà supportata la modalità a due giocatori in cooperativo locale.

## DLC
Durante il Mini Nintendo Direct di Gennaio 2018, venne annunciato un DLC del gioco, ottenibile scaricandolo dall'EShop della Switch oppure completando al 100% l'avventura originale in un'edizione speciale dorata del gioco uscita assieme al DLC, che introduce più sfide e una storia aggiuntiva che è ambientata qualche giorno dopo gli eventi successi ai protagonisti, e che introduce come personaggi giocabili: Donkey Kong e Rabbid Cranky, che somiglia a Cranky Kong, intitolata Mario + Rabbids: Donkey Kong Adventure. Assieme a Rabbid Peach, devono sconfiggere Rabbid Kong, uno dei boss dell'avventura originale, perché ha creato un esercito di Rabbids per distruggere l'isola dell'omonimo scimmione, qualche momento prima che i protagonisti lo affrontarono. Venne introdotto un nuovo sistema di combattimento con il quale lo scimmione può, per esempio, creare onde d'urto colpendo il suolo con le mani o usare una banana come un boomerang. Questa novità è stata lanciata sul mercato il 26 giugno 2018 in tutto il mondo.